# ريكاردو روزاليس
ريكاردو روزاليس (بالإسبانية: Ricardo Rosales)‏ هو لاعب كرة قدم أرجنتيني في مركز الوسط، ولد في 6 يونيو 1993 في مندوزا في الأرجنتين. لعب مع نادي أتليتكو للبنين ‏.

## وصلات خارجية
- ريكاردو روزاليس على موقع قاعدة بيانات كرة القدم.إي يو (الإنجليزية)
- ريكاردو روزاليس على موقع Soccerway.com (الإنجليزية)